# Theo Mackeben
Theo Mackeben   (Starogard Gdański, 5 de gener de 1897 - Berlín, 10 de gener de 1953) fou un pianista, director d'orquestra i compositor alemany, especialment de música de cinema.

## Biografia
El pare de Theo Mackeben era traslladat més sovint com a oficial administratiu de l'exèrcit prussià i director de l'administració de la guarnició, el seu germà gran, Wilhelm Mackeben, que posteriorment fou diplomàtic va néixer a Minden (Rin del Nord-Westfàlia). Després de graduar-se a l'escola secundària a Coblença, Theo Mackeben va estudiar música de 1916 a 1920 a la Hochschule für Musik Köln i a Varsòvia.
A Coblença va ser alumne d'Ernst Peters. Fins al 1922 fou pianista de concerts, al costat del virtuós del violí Leopold Przemislav. Després va anar a Berlín, on va tocar el piano al Café Größenwahn amb Rosa Valetti, i més tard també amb l'orquestra de ball de Barnabás von Géczy de l'Hotel Esplanade a Berlín.
A més, va ser el director d'escena del Volksbühne, i més tard el primer mestre de capella del Teatre de l'Estat. El 1928 va dirigir l'estrena mundial de Die Dreigroschenoper al Theater am Schiffbauerdamm. En el període del Tercer Reich, Mackeben va escriure música per a pel·lícules d'entreteniment, així com música de cinema per a les pel·lícules de propaganda Patrioten, Ohm Krüger i la pel·lícula colonial anti-britànica Germanin.
Després de la fi de la Segona Guerra Mundial, Mackeben va ser director musical al Teatre Metropol de Berlín durant dos anys des de 1946.
Les obres més reeixides de Mackeben són la modernització de l'opereta de Millöcker Gräfin Dubarry, que va publicar el 1931 amb el títol Die Dubarry i en la qual va inserir la cançóIch schenk mein Herz nur dir allein- una composició original pròpia - i la música de cinema per a Bel Ami.
Theo Mackeben va estar casat amb l'actriu Loni Heuser des del 1950. Va ser enterrat al cementiri de Wilmersdorf.
El 1954, poc després de la seva mort, es va estrenar el llargmetratge titulat Bei Dir war es immer so schön. La pel·lícula és un homenatge biogràfic al compositor. S'hi canten molts dels seus èxits més famosos per part d'estrelles dels anys 30 i 40, com ara Zarah Leander i Kirsten Heiberg.

## Obres

### Operetes
- 1931: Die Dubarry
- 1932: Die Journalisten
- 1934: Lady Fanny and The Servant Problem
- 1934: Liebe auf Reisen
- 1938: Anita und der Teufel
- 1943: Der goldene Käfig
- 1950: Die Versuchung der Antonia

### Operes
- - Manuela (no enumerada)
  - Rubens (no enumerada)

### Música per a pel·lícules sonores
- - 1932: Die verkaufte Braut
  - 1933: Liebelei
  - 1934: Die Finanzen des Großherzogs
  - 1934: So oder so ist das Leben, del film Liebe, Tod und Teufel
  - 1935: Der Student von Prag
  - 1936: Intermezzo
  - 1938: Die Nacht ist nicht allein zum Schlafen da, del film Tanz auf dem Vulkan
  - 1938: Gewagtes Spiel (Break the News)
  - 1938: Heimat
  - 1939: Es war eine rauschende Ballnacht
  - 1939: Bel Ami
  - 1939: Ich bin Sebastian Ott
  - 1940: Das Herz der Königin
  - 1941: Ohm Krüger
  - 1941: Der Weg ins Freie
  - 1942: Hochzeit auf Bärenhof
  - 1942: Frauen sind keine Engel
  - 1943: Das Bad auf der Tenne
  - 1943: Altes Herz wird wieder jung
  - 1943: Die Gattin
  - 1944: Das Konzert
  - 1947: … und über uns der Himmel
  - 1948: Chemie und Liebe
  - 1949: Die Reise nach Marrakesch
  - 1949: Wer bist du, den ich liebe
  - 1951: Die Dubarry
  - 1951: Es geschehen noch Wunder

### Oratoris
- - Hiob

### Concert de piano i violoncel, música incidental, peces orquestrals, cançons
- - 1945: Concert per a piano en re menor
  - 1946: Balada simfònica per a violoncel i orquestra
  - Rapsòdia per a gran orquestra